# Hörselskydd

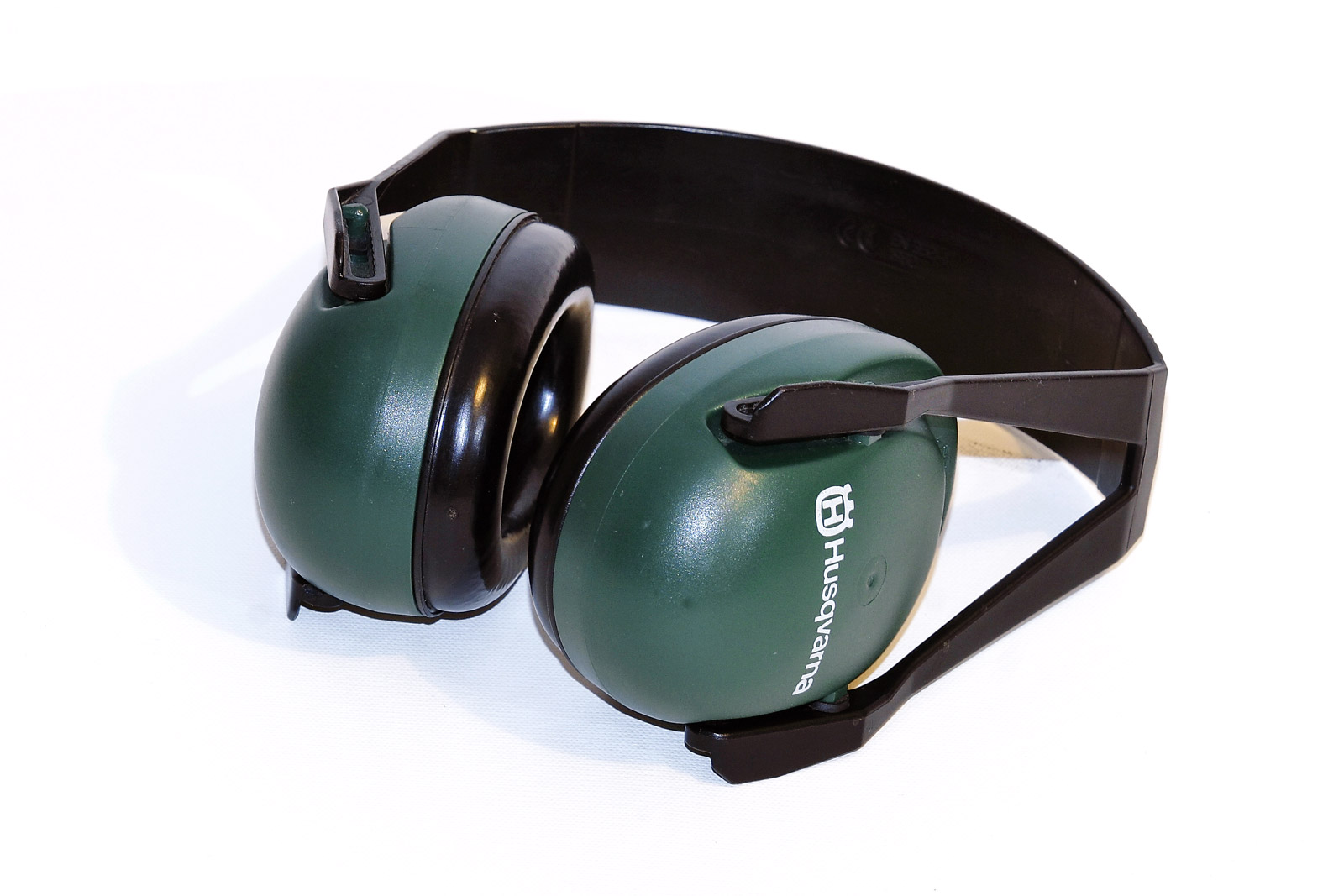
Kåphörselskydd.

Hörselskydd är en typ av säkerhetsutrustning som används för att skydda öronen från buller.
Vanliga typer är öronproppar och kåphörselskydd. Vid enformigt bullrigt arbete kan man bära kåpskydd med inbyggd radio. 

## I arbetslivet
Regler om buller i arbetslivet finns i Arbetsmiljöverkets föreskrift Buller (AFS 2005:16). Föreskrifterna innehåller bland annat gränsvärden för hörselskaderisk. Gränsvärdet för buller över en 8-timmars arbetsdag är 85 decibel (A-viktat). Insatsvärdena ligger mellan 80 och 85 dB(A) Om bullerexponeringen är lika med eller överstiger insatsvärdena ska arbetstagaren få tillgång till hörselskydd. Även hörselundersökning ska erbjudas. Arbetsplatser ska då även ha skyltar som talar om att det är risk för hörselskada och att hörselskydd ska användas.

## Konserter, disco etc.
I Tyskland anger normen DIN 15905-5:2007-11 gränsvärdet 99 dB under 30 minuter för elektriskt förstärkt ljud vid musikevents etc. Om nivån kommer att överskrida 95 dB(A) skall hörselskydd ställas till förfogande.

## Effektivitet

Mätning av bullerdämpning (fit testing) i en fabrik, Australien.

Bullerdämpningen för arbetstagarna var mycket instabil. Den genomsnittliga bullerdämpningen är betydligt lägre än den som gäller för laboratoriecertifieringen (SNR), och för många arbetstagare är den nära noll.
Vetenskapliga studier har visat att sannolikheten för hörselskador inte minskar nämnvärt.
Experter rekommenderar att man väljer skyddsutrustning individuellt och mäter den faktiska bullerdämpningen för varje arbetstagare.